# ルジャン文字
ルジャン文字は、インドネシアのスマトラ島南西部で話されるルジャン語を表記するためのブラーフミー系文字。最初の3つの子音字から「カガガ」(Ka-Ga-Nga)とも呼ばれる。
同じスマトラ島で使われるバタク文字やランプン文字と近い関係にある。アブギダに属し、左から右に書かれる。

## 概要
ルジャン文字は18世紀の樹皮に書かれた文書が残っている。この文字は樹皮布、竹、水牛の角、銅板などに刻まれ、内容的には恋歌、呪文、金言、氏族の歴史などが記されるが、会話で用いられるルジャン語と大きく異なる言語で記される。現在ではあまり使われておらず、1964年の調査では人口18万人のルジャン族のうち、この文字が読み書きできるのは数百人に過ぎなかった。
ルジャン文字には23の文字と13の記号がある。子音字は単独では母音aが後続し、それ以外の母音が後続するときには母音記号を加える。子音が後続しないときにはヴィラーマを加える。ブラーフミー文字にはない前鼻音化子音のための文字(ngga, nja, nda, mba)が追加されている。母音文字はaのみが存在し、それ以外の母音の表記には子音と同様にこの文字に母音記号を加える。

## Unicode
2008年のUnicode 5.1で基本多言語面のU+A930-U+A95Fに追加された。
もとの提案ではルジャン文字に固有の数字は確認できなかったとされていたが、後に数字を加える提案がなされている。
| Rejang |   |   |   |   |   |   |   |   |   |   |   |   |   |   |   |   |
|        | 0 | 1 | 2 | 3 | 4 | 5 | 6 | 7 | 8 | 9 | A | B | C | D | E | F |
| U+A93x | ꤰ | ꤱ | ꤲ | ꤳ | ꤴ | ꤵ | ꤶ | ꤷ | ꤸ | ꤹ | ꤺ | ꤻ | ꤼ | ꤽ | ꤾ | ꤿ |
| U+A94x | ꥀ | ꥁ | ꥂ | ꥃ | ꥄ | ꥅ | ꥆ | ꥇ  | ꥈ  | ꥉ  | ꥊ  | ꥋ  | ꥌ  | ꥍ  | ꥎ  | ꥏ  |
| U+A95x | ꥐ  | ꥑ  | ꥒ  | ꥓  |   |   |   |   |   |   |   |   |   |   |   |   |